# Jean Grimod
Pour l’article ayant un titre homophone, voir Jean Grimaud.
Pour les articles homonymes, voir Grimod.
Jean Grimod (Laval, 4 mars 1897 - Paris, 28 décembre 1964[réf. nécessaire]) est un écrivain, journaliste et auteur d'émissions de radio français.

## Biographie

### Origine
Il est le fils de l'avocat Georges Grimod et de Jeanne Môlé. Il se marie le 21 février 1918 à Baru en Roumanie avec Olga-Joë Hélène Pohl, puis le 25 mars 1952 dans le 15e arrondissement de Paris avec Marcelle Martinot.
Ancien élève du lycée de Laval, très jeune engagé volontaire lors de la Première Guerre mondiale, il est en 1935 capitaine de cavalerie de réserve. Ancien secrétaire général de l'Union des Français de Roumanie où il a vécu plusieurs années, il est dans les années 1920 chargé de cours à l'École des hautes études sociales.

### Journaliste
Journaliste, il est chef des informations au Petit Journal, et y publie des articles, dont le quotidien Billet à l'Inconnue, où il s'exprime librement un esprit aussi vigoureux que nuancé. Il travaille aussi au Quotidien, journal français de l'entre deux-guerres, proche du Cartel des gauches en France.

### Animateur de Radio
Il est chevalier de la Légion d'Honneur en 1935 au titre du ministère des Affaires étrangères. Il est un des plus célèbres animateur radio à Radio-Cité avant la seconde guerre mondiale. Il est le créateur des « Radio-scénies ».
Pendant l'occupation, il travaille à Radio-Paris sur des radioscénies. Il réalise pour Noël 1942, l'émission « Noël des bêtes et des hommes avec Luc Bérimont, Henry Poulaille et Henri Héraut. Le principe de radio-scénie perdure sous l'Occupation sur Radio-Paris avec par exemple La pièce sans décor (1943) de Jean Grimod.
Il est l'auteur d'adaptations pour la radio telles que L'Odyssée pour Radio-Cité en 1939, ou encore La Divine Comédie, ou Le Feu d'Henri Barbusse sur France-Culture en 1965.
Il réalise La Goëlette du Mystère en 1959, et une adaptation d'Au bassin d'Arcachon de Maurice Bastide pour Les Maîtres du mystère sur France-Inter.
Son livre sur Jeanne d'Arc suscitera de violentes polémiques entre historiens. Il y expose la thèse selon laquelle Jeanne, en réalité bâtarde de la famille d'Orléans, ne fut pas brûlée à Rouen mais revint en Lorraine et s'y maria.

## Publications
- La Mort au vote, 1 vol., 224 p., Paris : éditions Radot , 1928.
- Jeanne d'Arc a-t-elle été brûlée ? Présence de l'histoire. Paris, Amiot-Dumont, 1952. In-8°, 287 p. Ré-édition chez Cressé : PRNG éditions, en 2017.

## Œuvres radiophoniques
- Carnaval, 1957
- Le centaure pie et la jeune fille bleue, [fantaisie radiophonique], 1957
- La perruche, [monologue radiophonique], 1957
- L'authentique aventure du Comte de La Tour, [pièce radiophonique], 1959
- La divine Comédie, évocation radiophonique en 10 émissions, de l'oeuvre de Dante], 1959
- La goélette du mystère, 1959
- Amour et sparadrap ; [adaptation radiophonique] d'après Charles Exbrayat, 1961
- Destins insolites : Mary Baker Eddy / [émissions radiophoniques] de Suzanne Normand et Jean Grimod, 1961
- Destins insolites : Sampiero Corso / [émissions radiophoniques] de Suzanne Normand et Jean Grimod, 1961
- Destins insolites : Shelley / [émissions radiophoniques] de Suzanne Normand et Jean Grimod, 1961
- Dix heures de la vie d'une morte, [pièce radiophonique],  1961
- La métamorphose de Tamarama, [conte dialogué radiophonique], 1961
- Que le meilleur survive, [pièce policière radiophonique] ; d'après Edna Sherry, 1961
- Au bassin d'Arcachon, [pièce radiophonique] ; d'après Maurice Bastide, 1962
- Le ballon rond et la cuisinière noire, fantaisie radiophonique,  1962
- Le cardinal de Bouillon, [pièce radiophonique] , 1962
- Chachachá, [pièce radiophonique], 1962
- Rendez-vous à Piccadilly, [pièce radiophonique] ; d'après Raymond Las Vergnas, 1962
- Divertissement pour un 1er avril : La Tête de veau vinaigrette, le Boustrophédon, 1963
- Faire-part, [pièce radiophonique], 1963 [6]
- Ma femme est morte ; film radiophonique d'après le roman de Jean Dorcino, 1963
- Nausicaa au crépuscule, [pièce radiophonique], 1963
- La trappe, [pièce radiophonique], 1963
- Le crime du baron Lecourtois, [pièce radiophonique], 1964
- Un amour de nuage, [pièce radiophonique], 1965
- Ce bon gros Sancho Pança, feuilleton radiophonique en 40 épisodes ; d'après le Don Quichotte [El Ingenioso hidalgo Don Quijote de la Mancha, de Miguel, de] Cervantes, 1965
- Le feu ; adaptation radiophonique d'après Henri Barbusse, 1965 [7]
- Monsieur T'Apostrophe, 1968. Radiodiffusion française
- Opus lix, ou L'Homme qui n'est plus rien, [pièce radiophonique en 6 séquences, 1975. Radiodiffusion française, France-Culture.